# Stratencircuit Houston

Lay-out van Reliant Park.

Het Stratencircuit van Houston is een niet-permanent racecircuit gelegen in de Amerikaanse stad Houston, Texas. Van 1998 tot 2001 werd er jaarlijks een Champ Car race georganiseerd, de Grand Prix of Houston. Na een onderbreking van vier jaar werd er in 2006 en 2007 opnieuw een Champ Car race gereden, dit keer in het Reliant Park. Beide race werden gewonnen door de Fransman Sébastien Bourdais.

## Winnaars
Winnaars op het circuit voor een race uit de Champ Car-kalender.
| Jaar | Rijder             |
| ---- | ------------------ |
| 1998 | Dario Franchitti   |
| 1999 | Paul Tracy         |
| 2000 | Jimmy Vasser       |
| 2001 | Gil de Ferran      |
| 2006 | Sébastien Bourdais |
| 2007 | Sébastien Bourdais |